# Les aventures de Sharkboy i Lavagirl
Les aventures de Sharkboy i Lavagirl (títol original: The Adventures of Sharkboy and Lavagirl in 3-D  també coneguda simplement com a Sharkboy & Lavagirl) és una pel·lícula estatunidenca d'aventures, fantasia i comèdia, dirigida i escrita per Robert Rodriguez. Aquesta pel·lícula utilitza la mateixa tecnologia 3-D utilitzada en Spy Kids 3-D: Game Over. Es va estrenar el 2005.
Protagonitzada per Taylor Lautner, Taylor Dooley i Cayden Boyd, acompanyats per David Arquette, Kristin Davis i George Lopez. Molts dels conceptes i gran part de la història van ser concebudes pels fills del director Robert Rodríguez. Ha estat doblada al català.

## Argument
Max (Cayden Boyd) és un nen que crea un món imaginari anomenat Planeta Drool (similar a Fantasia), on tota la seva imaginació i els somnis cobren vida. Crea dos personatges, el primer és Sharkboy (Taylor Lautner), un jove que va ser criat per taurons després de perdre al seu pare en el mar. El segon és Lavagirl (Taylor Dooley) que pot produir foc i lava, però té problemes per tocar objectes sense calar-los foc. Max és l'únic que queda per protegir el Planeta Drool. En la vida real, els pares de Max (David Arquette i Kristin Davis) tenen poc temps per a ell i no solen donar suport a les seves idees per construir un robot, i a l'escola és assetjat per diversos dels seus companys liderats per Linus (Jacob Davich). No obstant això, es fa amic de Marissa (Sasha Pieterse), la filla del seu professor, el Sr. Electricitat (George Lopez). Linus roba el Diari de Max (on tots els seus somnis es mantenen) i el vandalitza a gust. L'endemà, un tornado rugeix fora de l'escola, i moments després Sharkboy i Lavagirl apareixen i demanen a Max d'anar amb ells al Planeta Drool. En arribar a través d'una sonda de tauró, Max s'assabenta que el món dels somnis s'està convertint en un món de malsons, comandat pel Sr. Elèctric (un robot basat en el professor de Max, el Sr. Electricitat), originalment electricista del món dels somnis, però ara corromput i a les ordres d'algú altre.

## Repartiment
- Taylor Lautner: Sharkboy
  - Rebel Rodriguez: Sharkboy als cinc anys.
  - Racer Rodriguez: Sharkboy als set anys.
- Taylor Dooley: Lavagirl
- Cayden Boyd: Max
- George Lopez: Sr. Electricitat, Sr. Elèctric, Sr. Electricitat-da-da-da, Sr. Electrònic, Tobor i el rei de gel.
- David Arquette: el pare de Max.
- Kristin Davis: la mare de Max.
- Jacob Davich: Linus i Minus.
- Sasha Pieterse: Marissa i la princesa de gel.
- Rico Torres: el pare de Sharkboy.
- Rocket Rodríguez: Lug.
- Marc Musso, Shane Graham, Tiger Darrow, Chloe Chung, Anthony Guajardo, Tania Haddad, Mackenzie Fitzgerald i Spencer Scott: els alumnes de l'escola.
- Tristen Spade: Hitman.
- Peyton Hayslip: el professor.
- Joanna McCray.

## Producció
Escrita i dirigida per Robert Rodriguez, Les aventures de Sharkboy i Lavagirl pretén ensenyar el poder de convertir els somnis en realitat. Per traslladar-se a aquest món ideal ple de muntanyes russes i amb un cel violeta, Rodríguez va fer servir personatges que havien estrenada del cap del seu fill de set anys, Racer Max, molt abans que ell es plantegés dirigir el llargmetratge del que la seva dona, Elizabeth Avellaneda, és productora. David Arquette i Cayden Boyd protagonitzen aquesta pel·lícula que, segons Rodríguez, ha estat creada "per una família per a altres famílies" amb la finalitat de mostrar el poder de la creativitat i la imaginació.